# Vlekborstmierpitta
De vlekborstmierpitta (Hylopezus ochroleucus) is een zangvogel uit de familie Grallariidae (mierpitta's).

## Verspreiding en leefgebied
Deze soort is endemisch in het oosten van Brazilië (van Piauí en Ceará tot het noorden van Minas Gerais).

## Status
De grootte van de populatie is niet gekwantificeerd maar de soort wordt omschreven als zeldzaam tot schaars. Op de Rode lijst van de IUCN heeft deze soort de status niet bedreigd.